# Джулія Матушевські
Джулія Матушевські (пол. Julia Matuschewski / нім. Julia Matuschewski; нар. 15 січня 1997, Бад-Гомбург, Німеччина) — польська та німецька футболістка, півзахисниця швейцарського «Базеля» та національної збірної Польщі.

## Клубна кар'єра
Матушевська розпочала свою кар'єру в 2004 році у «Бомбері» (Бад-Гомбург) у складі юнацької команди, а з 2007 року виступала за «Франкфурт», але спочатку грала за другу команду. З весни 2014 року вона регулярно виступала за другу команду «Франкфурта» у Другій Бундеслізі «Південь» і стала найкращою бомбардиркою своєї команди в сезоні 2015/16 років, відначилася 14-ма голами. У Бундеслізі дебютувала 20 квітня 2016 року в матчі 19-го туру проти «Фрайбурга», в якому на 66-й хвилині вийшла замість Пеггі Кузнік. Майже два тижні по тому вона також на нетривалий період часу з'явилася в матчі-відповіді півфіналу Ліги чемпіонів проти «Вольфсбурга». У сезоні 2016/17 років підписала 2-річний контракт з німецьким клубом. На початку червня 2018 року, після 11 років у «Франкфурті», залишила команду.
Починаючи з сезону 2018/19 років виступала за «Саарбрюккен» з Другої Бундесліги. З 20-ма голами стала найкращою бомбардиркою чемпіонату.

## Кар'єра в збірній
Гессенська футбольна асоціація рекомендувала Джулію Матушевську рекомендувала Німецькому футбольному союзу до дівочої збірної Німеччини. Дебютувала за національну збірну 22 червня 2011 року за збірну WU-15 у переможному (4:1) поєдинку проти Польщі. Свої перші два голи за національну збірну забила 3 листопада 2011 року у переможному (8:0) поєдинку проти Польщі. У 2015 році зіграла два матчі за жіночу молодіжну збірну (WU-19) в кваліфікації чемпіонату Європи 2016 року.
У футболці національної збірної Польщі дебютувала 2017 року. Наразі провела 16 міжнародних матчів та відзначилася двома голами.